# Clan (fumetto)
Clan è una striscia a fumetti creata da Leo Ortolani incentrata sulle vicende autobiografiche dell'autore e dei suoi amici.

## Storia editoriale
Nata nel 1991 sulle pagine della rivista Totem ha continuato la pubblicazione fino al 1º agosto 1994 per poi interrompersi. È stata poi ristampata sulle pagine di Rat-Man Collection a partire dal n. 52 del gennaio 2006 fino al n. 71 ridisegnata dallo stesso autore. La serie è stata vicina a diventare la striscia quotidiana della Gazzetta di Parma ma poi a Ortolani venne chiesta della satira di costume e la cosa portò a realizzare una nuova serie di vignette nella serie Quelli di Parma.

## Differenze tra l'originale e la ristampa
Una vignetta della striscia n. 2:

Versione del 1991
Versione del 2005